# Iacanga
Iacanga este un oraș în São Paulo (SP), Brazilia.